# Frankism
| Frankism |
| --- |
| Spaniens flagga under Franco-tiden. - Betydelse – spansk politisk ideologi - Särdrag – konservatism, katolicism, klerikalism, korporativism, nationalism, antiliberalism, antikommunism - Historisk roll – statsbärande ideologi 1939–1975, därefter relaterad till högerextremism och Vox |

Frankism eller francoism betecknar den politiska ideologi och samhällsrörelse som stödde diktaturen i Spanien under Franco. Diktaturen och ideologin leddes av general Francisco Franco och bestod fram till hans död 1975. Därefter har den haft minskad betydelse men bland annat kopplats till det nya partiet Vox.

## Historia
Frankismen uppstod under spanska inbördeskriget mellan 1936 och 1939, som en samlande, konservativ kraft runt Francisco Franco och hans nationalistiska trupper. Efter krigets slut blev den statsbärande ideologi, som stödd för Francos nya roll som diktator för ett konservativt och antidemokratiskt sinnat spanskt styre. Oppositionella rörelser undertrycktes och regionala självstyren avskaffades, till förmån för ett centralstyrt Spanien på marginalen av den politiska efterkrigsutvecklingen i Europa.
I samband med Francos död 1975 tog Juan Carlos I över som statschef. Han ledde tidigt återgången till ett parlamentariskt och demokratiskt system av europeisk modell, och frankismen förpassades till en mer tillbakadragen roll under beteckningar som ”postfrankism” eller ”senfrankism”. Denna frankism behöll de drag som brukar kopplas till den historiska frankistiska ideologin, drag som spansk nationalism, konservatism, antiliberalism, katolicism och antikommunism. Den spanska staten lyckades dock utmanövrera frankismen som politisk kraft, genom att ersätta den med politiska maktväxlingar mellan traditionell borgerlighet och socialdemokrati samt ökat självstyre för landets autonoma regioner.
En ny våg av frankistiska yttringar framträdde efter millennieskiftet och på 2010-talet, i konservativa och högerextrema politiska miljöer. Det kopplades hos nya partier som Vox samman med nationalism och invandringsfientlighet, liksom med motstånd mot regionalt självstyre i exempelvis Katalonien. Det har skett parallellt med fortsatta försök av det demokratiska Spanien att distansera sig från Francos Spanien, internationella migrationskriser och ett katalanskt utbrytningsförsök ur Spanien.